# جوهانا أومولو
جوهانا اومولو (بالإنجليزية: Johanna Omolo)‏ (13 مايو 1988 بنيروبي في كينيا - ) هو لاعب كرة قدم كيني في مركز الوسط. شارك مع منتخب كينيا لكرة القدم. أما مع النوادي، فقد لعب مع بيرسخوت إيه سي ورويال أنتويرب ونادي فولا إيش ولوميل يونايتد وCoast Stars F.C. ‏ ونادي سي إس فيزيه.

## روابط خارجية
- جوهانا أومولو على موقع اتحاد تركيا (لاعب) (الإنجليزية)
- جوهانا أومولو على موقع قاعدة بيانات كرة القدم.إي يو (الإنجليزية)
- جوهانا أومولو على موقع ناشيونال فوتبول تيمز (الإنجليزية)
- جوهانا أومولو على موقع Soccerway.com (الإنجليزية)
- جوهانا أومولو على موقع عالم كرة القدم.نت (الإنجليزية)